# Mónica González Mujica
Mónica Yolanda del Carmen González Mujica (Santiago, 24 de octubre de 1949) es una periodista y escritora chilena, Premio Nacional de Periodismo 2019. Fue fundadora y presidenta de la Fundación CIPER y miembro del Consejo Rector de la Fundación Gabriel García Márquez.

## Carrera profesional
Estudió en el Liceo 9 de Niñas de Santiago, y luego ingresó a la escuela de periodismo de la Universidad de Chile, titulándose en 1971. Durante el periodo de la Unidad Popular se desempeñó en diario El Siglo y revista Ahora, ambos adeptos al gobierno de Salvador Allende. Tras el golpe de Estado de 1973 se fue al exilio político en París, donde trabajó en una imprenta.
De regreso en Chile (1978), ejerció como reportera de investigación en las revistas Cauce y Análisis, opositoras al régimen de Pinochet. En 1995 asumió como corresponsal en Chile de diario Clarín de Argentina. También fue subdirectora y editora de investigación del diario La Nación y subdirectora de revista Cosas.
Em 1984, una entrevista que realizó Mónica Gonzalez al suboficial Andrés Valenzuela Morales, exagente y desertor de la Fuerza Aérea de Chile, resultó crucial para identificar y sacar a la luz pública la 
desaparición y ejecución de cerca de treinta detenidos cuyos cuerpos fueron inhumados ilegalmente o arrojados desde helicópteros del ejército al Océano Pacífico por agentes militares de la dictadura chilena.
En 2002 funda y dirige la revista Siete + 7, que tres años después pasa a ser el Diario Siete. En mayo de 2007 crea el Centro de Investigación Periodística (CIPER), del que fue directora periodística hasta abril de 2019.
En 2015 se integró por breve tiempo como panelista de Tolerancia cero, siendo la primera mujer en el programa desde su inicio en 1999. Y en 2016 fue panelista del programa Ciudadanos de CNN Chile.
Desde el 1 de junio de 2018, asumió la labor de defensora del lector del medio independiente salvadoreño El Faro, como una manera de mediar el diálogo entre los lectores y el periódico.
En 2020 se integró como panelista al programa de conversación, periodismo político y debate, Pauta libre, transmitido por La Red, cuya conducción la asumió desde  el 4 de abril de 2021. En noviembre de este año se adjudica el premio Ortega y Gasset a la trayectoria profesional periodística, galardón que entrega el diario español El País desde 1984.
Desde el 15 de marzo de 2021 conduce el programa de entrevistas, contingencia política y gubernamental, Poder y verdad, en La Red, donde los invitados son cada uno de los precandidatos a la Presidencia de la República de Chile.

## Premios y distinciones

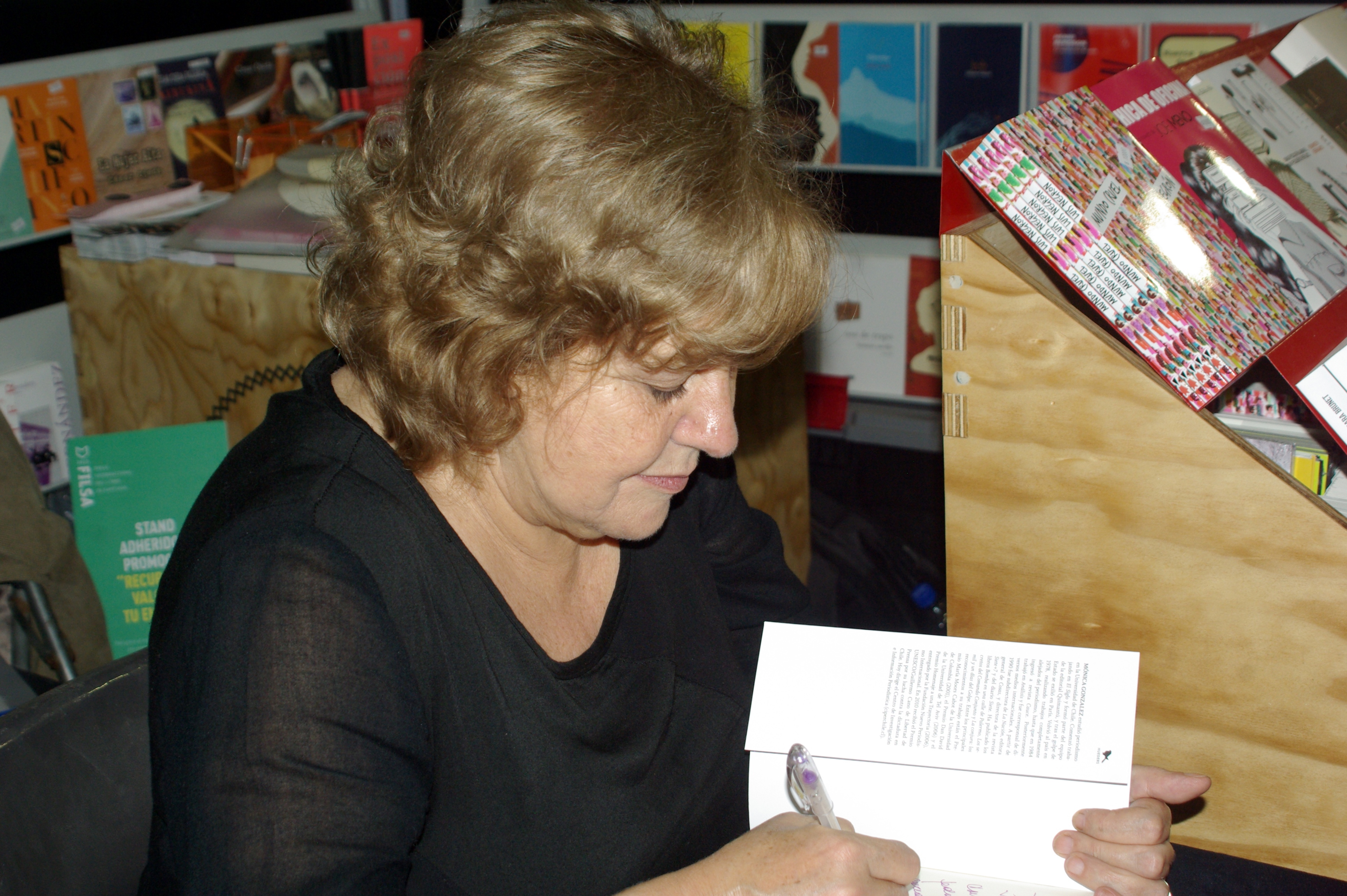
González durante una firma de sus libros en la FILSA 2015.

Ha sido galardonada, entre otros, con los siguientes premios:
- Premio Anual de la Comisión de Derechos Humanos de España (1985)
- Louis M. Lyons Award for Conscience and Integrity in Journalism (1988)
- Premio María Moors Cabot (2001)
- Premio Dan David (2006)
- Premio de la Fundación Nuevo Periodismo Iberoamericano en la categoría Homenaje (2006)
- Premio Periodismo de Excelencia al mejor reportaje - UAH (2008)
- Premio Mundial de la Libertad de Prensa Unesco - Guillermo Cano (2010)
- Premio Embotelladora Andina (2011)
- Premio Lenka Franulic (2016)[14]
- Premio Konex Mercosur: Comunicación y Periodismo (2017)
- Premio Nacional de Periodismo de Chile (2019)
- Premio Ortega y Gasset a la «Trayectoria Profesional» (2020)[15]

## Obras
- Bomba en una calle de Palermo (1986), junto a Edwin Harrington.
- Los secretos del Comando Conjunto (1989), con Héctor Contreras.
- Chile entre el Sí y el No (1988), junto a Florencia Varas.
- La Conjura. Los mil y un días del golpe (2000).
- Los secretos del imperio de Karadima (2011), con Juan Andrés Guzmán y Gustavo Villarrubia.
- La gran estafa. Cómo opera el lucro en la educación superior (2014), con Juan Andrés Guzmán, Juan Pablo Figueroa y Gregorio Riquelme.
- Apuntes de una época feroz. Reportajes y entrevistas en dictadura (2015).